# Bartolomé
Bartolomé je ekvádorský ostrov, který spolu s dalšími ostrovy tvoří souostroví Galapágy. Je to sopečný ostrůvek nacházející se blízko pobřeží ostrova Santiago. Bartolomé je jeden z nejmladších ostrovů souostroví Galapágy. Tento ostrov a zátoka Sulivan Bay na ostrově Santiago dostaly jméno po námořním důstojníkovi Bartholomewovi Sulivanovi, přírodovědci a celoživotním příteli Charlese Darwina. Sulivan byl poručík na palubě HMS Beagle patřící Britskému královskému námořnictvu. Jméno ostrova Bartolomé je pošpanělštěné jméno Bartholomew. Bartholomew Sulivan spolu s Darwinem proslavili dané ostrovy.
Bartolomé má rozlohu 1,2 km² a jeho nejvyšší bod je 114 m. Na ostrově se nachází proslulý štít ve tvaru hrotu nazývaný Pináculo (v překladu štít). Tento štít se stal nejznámějším prvkem souostroví Galapágy. Na ostrově žije tučňák galapážský a lachtan hřivnatý. Dají se zde pozorovat také různé lávové útvary a sopečné kužely. Ostrov Bartolomé je vlastně vyhaslá sopka. Nachází se zde snadno přístupný sopečný kužel.